# ناپدید شدن (فیلم ۱۳۹۶)
ناپدید شدن فیلمی به کارگردانی علی عسگری، محصول سال ۱۳۹۶ است. این فیلم به عنوان اولین فیلم بلند علی عسگری به عنوان نماینده ایران در بخش افق‌های هفتاد و چهارمین جشنواره فیلم ونیز حضور داشت.

## خلاصه داستان
این فیلم داستان مشکلات رابطه جنسی در ایران است که جوانان پیش از ازدواج با آن دست و پنجه نرم می‌کنند. قصه فیلم دربارهٔ دو جوان است که بعد از رابطه جنسی دختر خون ریزی می‌کند و در طول شب پی پیدا کردن راهی برای رفع خون ریزی بین بیمارستان‌های خصوصی و دولتی و میاشند .

## بازیگران
- صدف عسگری
- امیررضا رنجبران
- نفیسه زارع
- محمد حیدری
- سحر ستوده
- نازنین احمدی
- پدرام انصاری
- محمد کمال علوی
- مهرداد محمدی
- فیروزه رکنی وند
- کتایون ساکی
- آمینه مرزوعی